# NGC 3108
NGC 3108 је лентикуларна галаксија у сазвежђу Шмрк (Пумпа) која се налази на NGC листи објеката дубоког неба.
Деклинација објекта је - 31° 40' 33" а ректасцензија 10h 2m 29,1s. Привидна величина (магнитуда) објекта NGC 3108 износи 11,8 а фотографска магнитуда 12,7. Налази се на удаљености од 38,551 милиона парсека од Сунца. NGC 3108 је још познат и под ознакама ESO 435-32, MCG -5-24-19, AM 1000-312, PGC 29076.